# 雅各布·威廉斯
雅各布·威廉斯（英語：Jacob Williams，1991年8月2日—），美国男子篮球运动员。他曾代表美国参加2016年和2020年夏季残疾人奥林匹克运动会轮椅篮球比赛，获得二枚金牌。